# Chrysotoxum intermedium
Chrysotoxum intermedium är en tvåvingeart som beskrevs av Johann Wilhelm Meigen 1822. Chrysotoxum intermedium ingår i släktet getingblomflugor, och familjen blomflugor.
Artens utbredningsområde är Sverige. Inga underarter finns listade i Catalogue of Life.

## Bildgalleri

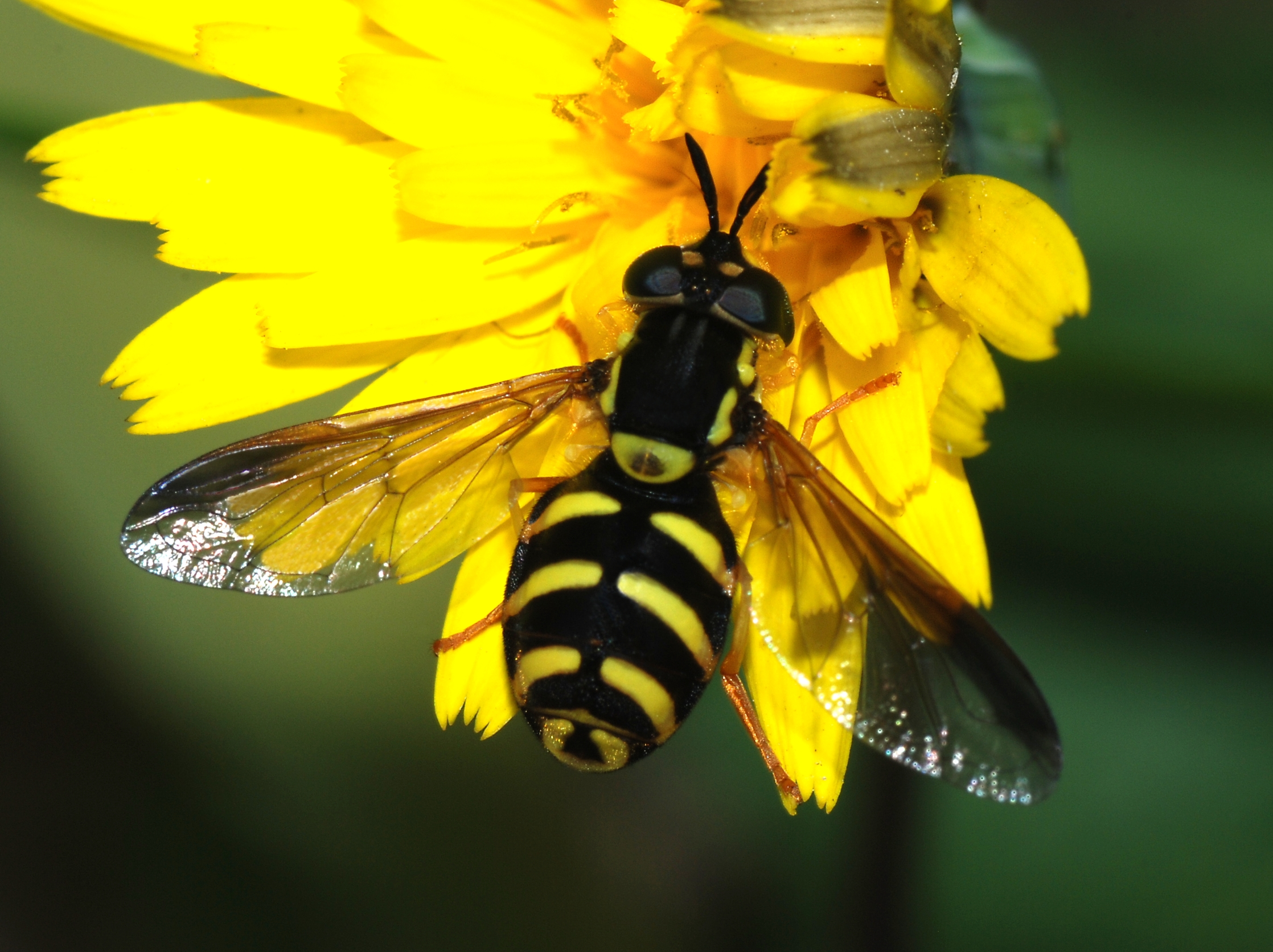
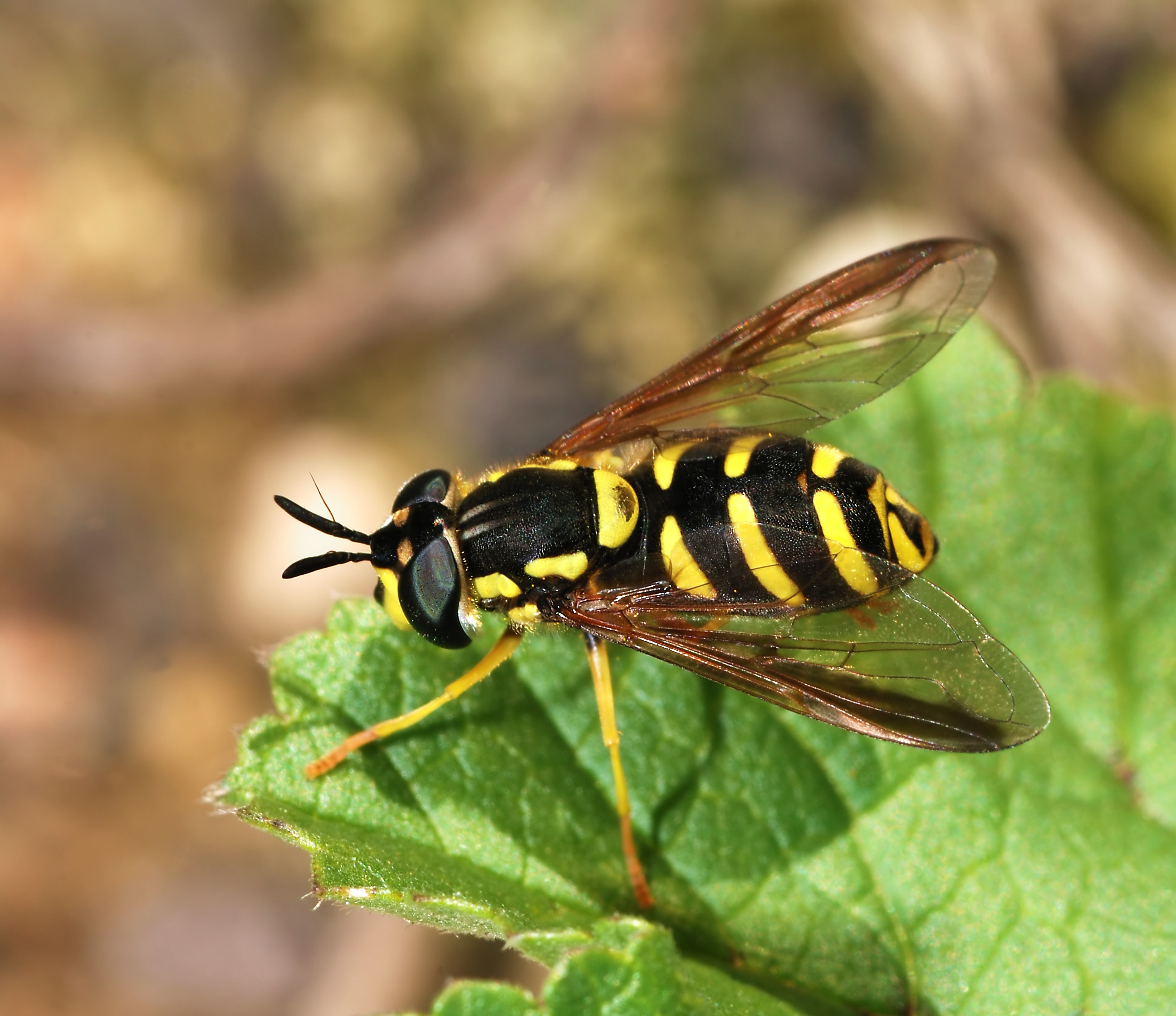
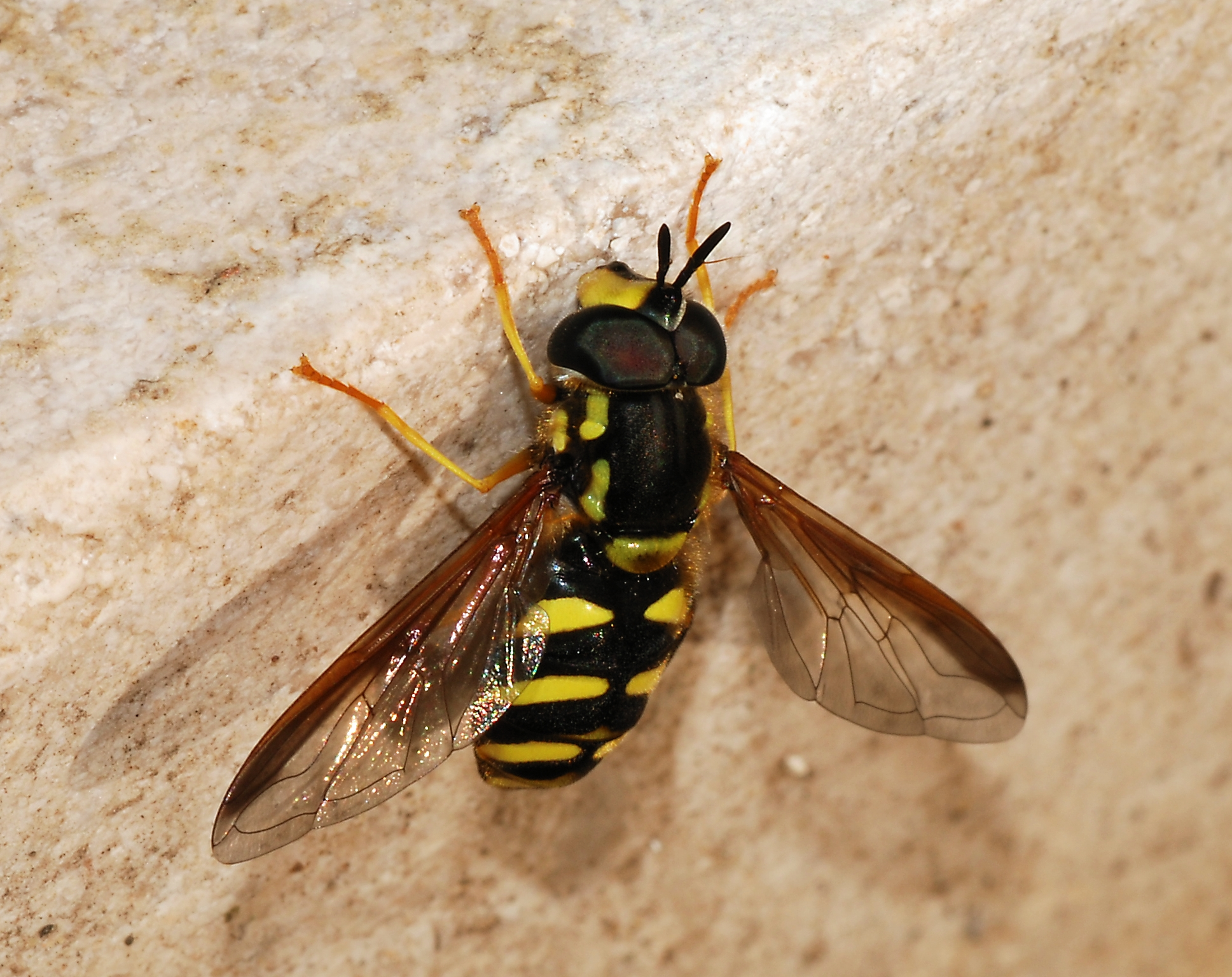